# 心と口と行いと生活で
『心と口と行いと生活で』（こころとくちとおこないとせいかつで、ドイツ語: Herz und Mund und Tat und Leben）BWV147は、ヨハン・ゼバスティアン・バッハが1723年に主の母マリア訪問の祝日のために作曲したと推測される教会カンタータ。全10曲からなり、終曲のコラールは『主よ、人の望みの喜びよ』の名で広く親しまれている。

## 第1部

### 第1曲 合唱「心と口と行いと生活で」
ハ長調,4分の6拍子
心と口と行いと生き方で、イエス・キリストを証ししなさい。おそれと偽善を捨て「イエス・キリストこそ神であり、救い主です。」と告白しなさい。

### 第2曲 レチタティーヴォ「祝福されし口よ」
ヘ長調－イ短調,4分の4拍子
主の母マリヤは口で主を讃美した。人間は悪魔と罪の奴隷であり、キリストを信じるなら解放されるが、主を拒むならば、聖書のみことばの通り、裁かれる。

### 第3曲 アリア「おお魂よ、恥ずることなかれ」
イ短調,4分の3拍子
イエス・キリストを地上で告白することを恥じる者は、イエス・キリストが栄光のうちに、御使いを従えて来られる時、イエス・キリストによって退けられる。（マタイ10:33、マルコ8:38）

### 第4曲 レチタティーヴォ「頑ななる心は権力者を盲目にし、最高者の腕を王座より突き落とす」
ニ短調－イ短調,4分の4拍子 （ルカ1章）

### 第5曲 アリア「イエスよ、道をつくり給え」
ニ短調,4分の4拍子
イエス・キリストよ、道を作ってください。

### 第6曲 コラール合唱「イエスはわたしのもの」(Wohl mir, daß ich Jesum habe)
ト長調,4分の3（8分の9）拍子
幸せなことだ、イエスはわたしのもの。私はこの方をだきしめる。主は、病と悲しみの中にある時に、私にいのちをくださる。イエス・キリストは私を愛し、ご自身のいのちを与えて下さった。どんな時もイエス・キリストから離れることは無い。

## 第2部

### 第7曲 アリア「助け給え、イエスよ」
ヘ長調,4分の3拍子
イエス様。信仰を告白できるように助けて下さい。

### 第8曲 レチタティーヴォ「全能にして奇跡なる御手は」
ハ長調,4分の4拍子
エリサベツの胎内にあるときにヨハネは聖霊に満たされた。心が燃えながらも、弱さのうちにあるとき、聖霊がイエス・キリストを救い主と告白させてくださる。（ルカ1章）

### 第9曲 アリア「われは歌わんイエスの御傷」
ハ長調,4分の4拍子
イエス・キリストの奇跡を讃美します。主の愛の契約は弱い身と口を聖霊の火により強めてくださる。

### 第10曲 コラール合唱「イエスは変わらざるわが喜び」(Jesus bleibet meine Freude)
第6曲が別節の歌詞で歌われる。
「主よ、人の望みの喜びよ」の題で有名だが、これは英訳名"Jesus, Joy of Man's Desiring"からとられたものである。マイラ・ヘスのピアノ編曲版でも知られる。